# Дальнее (Тимирязевский район)
Дальнее (каз. Дальнее) — упразднённое село в Тимирязевском районе Северо-Казахстанской области Казахстана. Входило в состав Целинного сельского округа. Ликвидировано в 2005 году.

## География
Располагалось у озера Большой Жанбатыр, в 16,5 км (по прямой) к северо-востоку от центра сельского поселения села Целинное.

## История
Указом ПВС Казахской ССР от 16.08.1971 года посёлку отделения № 3 совхоза «Целинный» присвоено наименование село Дальнее.

## Население
В 1989 году население села составляло 231 человек. Национальный состав: русские — 22 %, казахи — 56 %. По данным переписи 1999 года, в селе постоянное население отсутствовало.